# Papeleras Reunidas
Papeleras Reunidas fou el nom de l'empresa paperera creada en Alcoi el 1934 a partir de la fusió de diferents fàbriques de paper de la contornada. Disposava de quatre fàbriques a les comarques de l'Alcoià i el Comtat, amb una cinquena oberta posteriorment a Salamanca. Va ser l'empresa paperera més important de l'estat, amb distribució a països com Portugal, Estats Units, i d'altres.
L'empresa es funda el 22 de desembre del 1934, amb un capital inicial de 40 milions de pessetes. Agrupava 8 fàbriques amb 1.600 treballadors i els seus principals productes eren el paper de fumar i el paper de seda, sent la principal empresa del sector, amb un 21% de la producció total de l'estat espanyol.
L'empresa experimenta dificultats a la dècada del 1970, arran de l'apertura d'un centre de producció a Salamanca, fet que provocà deutes amb els treballadors, i la suspensió de pagaments.
Entre les marques comercials es trobaven Pay-pay o Bambú, principal marca de l'empresa, i que en el seu moment es tractava d'una de les principals exportacions espanyoles als Estats Units. Els principals centres de producció es trobaven a l'Alqueria d'Asnar, Banyeres, Alcoi i L'Orxa.